# Cliff Sutter
Clifford Samuel Sutter, detto Cliff (New Orleans, 31 agosto 1910 – Barnstable, 24 maggio 2000), è stato un tennista statunitense.

## Biografia
Nato in Louisiana, ha frequentato l'università Tulane con cui è stato campione NCAA nel 1930 e nel 1932.

## Carriera
Ha conquistato due volte il Torneo di Cincinnati, la prima nel 1930 nel doppio maschile insieme a Maurice Bayon mentre l'anno successivo ha trionfato in singolare sconfiggendo in quattro set Bruce Barnes.
Sull'erba degli U.S. National Championships raggiunse in tre occasioni i quarti di finale, mentre nel 1932 arrivò ad un passo dalla finale, arrendendosi al numero uno al mondo Ellsworth Vines col punteggio di 6-4, 10-8, 10-12, 8-10, 1-6 nella semifinale. Concluse la stagione in quinta posizione mondiale.
È stato convocato in due diverse occasioni con la squadra statunitense di Coppa Davis: la prima nel 1931 contro l'Argentina e due anni dopo contro il Messico. Ha ottenuto tre successi senza mai venire sconfitto.

## Statistiche

### Singolare

#### Vittorie (3)
| Anno | Torneo                                 | Avversario in finale | Punteggio               |
| 1930 | Eastern Grass Court Championships, Rye | Gregory Mangin       | 4–6, 8–6, 7–5, 4–6, 6–1 |
| 1931 | Tri-State Championships, Cincinnati    | Bruce Barnes         | 6–3, 6–2, 3–6, 6–3      |
| 1932 | Eastern Grass Court Championships, Rye | Gregory Mangin       | 6–4, 4–6, 6–3, 6–0      |